# Bőcs
Bőcs község Borsod-Abaúj-Zemplén vármegyében, a Miskolci járásban.

## Fekvése
Miskolctól 14 kilométerre délkeletre található, az Alföld és az Északi-középhegység határán, a Hernád folyó szeli két részre. A környező települések közül Berzék 2, Hernádnémeti 4, Sajólád pedig 5 kilométerre fekszik; a legközelebbi város a 10 kilométerre fekvő Alsózsolca.
A környező települések közül Hernádnémetivel és Berzékkel a 3607-es, Sajóláddal a 3609-es út köti össze.
A hazai vasútvonalak közül a Budapest–Sátoraljaújhely-vasútvonal érinti, melynek egy megállási pontja van itt. Hernádnémeti-Bőcs vasútállomás a belterület északi szélén helyezkedik el, nem messze a 3607-es út vasúti keresztezésétől keleti irányban; közúti elérését az abból kiágazó 36 303-as számú mellékút biztosítja.

## Története
Már a honfoglalás előtt lakott volt, avar temetőt tártak fel a térségben. Bőcs (Bölcs, Belcs) nevét először 1222-ben említették az oklevelek, Bulch néven. Neve feltehetőleg a Bulcsú személynévből ered. A település birtokosai a bőcsi nemesek, az ónodi Czudar család ősei voltak. A település két különálló faluból, Belső- és Külső-Bőcsből alakult ki, a kettőt a megyehatár, a Hernád folyó választotta el. A török időkben elpusztult, de újra benépesült. Belső-Bőcs 1859-ig Abaúj vármegyéhez tartozott, de Borsod vármegye elcserélte Aszaló faluért. Külső-Bőcs Zemplén vármegye része volt, 1882-ben Borsodhoz csatolták. A két település 1950-ben egyesült Bőcs néven.
1854–55-ben a Hernád folyó áradásai, 1877-ben pedig tűzvész pusztította el. 1969-ben megépült Bőcsön a Borsodi Sörgyár.
2000-től a Bőcs Sport Kft. által üzemeltetett Bőcs KSC labdarúgó- és kézilabdacsapata a legnagyobb reklámhordozója a településnek.

## Közélete

### Polgármesterei
- 1990–1994: Lippai Lajos (független)[3]
- 1994–1998: Lippai Lajos (független)[4]
- 1998–2002: Lippai Lajos Szabolcs (Zempléni Településszövetség)[5]
- 2002–2006: Lippai Lajos Szabolcs (Zempléni Településszövetség)[6]
- 2006–2010: S. Nagy László Győző (független)[7]
- 2010–2014: Nagy László Győző S. (független)[8]
- 2014–2019: Nagy László Győző (független)[9]
- 2019–2024: Nagy László (független)[10]
- 2024– : Nagy László Győző (független)[1]

A településen a 2006. október 1-jén megtartott önkormányzati választás érdekessége volt, hogy az országos átlagot jóval meghaladó számú, összesen 9 jelölt indult a polgármesteri posztért. Ilyen nagy számú jelöltre abban az évben az egész országban csak három másik település (Abda, Buják és Mezőfalva) lakói szavazhattak, ennél több, 10 aspiránsra pedig egyedül Csonkahegyháton akadt példa.

## Népesség
A település népességének változása:
| Lakosok száma | 2753 | 2735 | 2710 | 2560 | 2550 | 2641 | 2589 |
|               | 2013 | 2014 | 2015 | 2021 | 2022 | 2023 | 2024 |

2001-ben a lakosság 92%-át magyar, 8%-át cigány nemzetiségű emberek alkották.
A 2011-es népszámlálás során a lakosok 90,6%-a magyarnak, 10,4% cigánynak, 0,2% németnek mondta magát (9,4% nem nyilatkozott; a kettős identitások miatt a végösszeg nagyobb lehet 100%-nál). A vallási megoszlás a következő volt: római katolikus 19%, református 49%, evangélikus 0,3%, görögkatolikus 3%, felekezeten kívüli 8,4% (16,8% nem válaszolt).
2022-ben a lakosság 91,5%-a vallotta magát magyarnak, 7,9% cigánynak, 0,1% lengyelnek, 0,1% németnek, 2,2% egyéb, nem hazai nemzetiségűnek (8,4% nem nyilatkozott; a kettős identitások miatt a végösszeg nagyobb lehet 100%-nál). Vallásuk szerint 14,6% volt római katolikus, 36,5% református, 2,9% görög katolikus, 3,1% egyéb keresztény, 0,2% evangélikus, 11,8% felekezeten kívüli (30% nem válaszolt).

## Nevezetességek
- Református templom
- Borsodi Sörgyár
- Borsodi Sörgyár Látogatóközpont[14]

## Híres emberek
- Ónodi Czudar Imre (1345–1389) egri és erdélyi püspök.
- Itt született Benyovszky Imre (1758–1821 után) mérnök, földmérő.
- Pocsai László (1884–1966) nemzetgyűlési képviselő
- Koncz József (1922–2012) festőművész.

## Testvértelepülés
- Gömörhorka (Gemerská Hôrka), Szlovákia